# Cymothoa selari
Cymothoa selari är en kräftdjursart som beskrevs av V.I. Avdeev 1978. Cymothoa selari ingår i släktet Cymothoa och familjen Cymothoidae. Inga underarter finns listade i Catalogue of Life.